# Bad Day L.A.
Bad Day L.A. – gra komputerowa, której współtwórcą jest American McGee.
Bohaterem gry jest afroamerykański kloszard, Anthony Williams, który ratuje miasto Los Angeles przed kataklizmami i klęskami, m.in. tsunami, trzęsieniami ziemi lub atakiem meksykańskiej gwardii narodowej. Korzysta również ze specyficznej grafiki, stylizowanej na komiksową. Poza wydaniem na komputery osobiste z systemem Microsoft Windows, również miała się ukazać wersja na konsolę Xbox, lecz została anulowana z nieokreślonego powodu.
Gra ma 10 poziomów, w których bohater przemierza dzielnice Los Angeles chroniąc mieszkańców przed zagładą. Gra parodiuje amerykańskie filmy katastrofalne i wyśmiewa opinię publiczną w Ameryce. Bohater ma na celu wydostanie się z niszczącego się przez kolejne katastrofy miasta.

## Bohaterowie
- Anthony Williams – główny bohater, postać grywalna. Bezdomny kloszard, ratuje Los Angeles przed zagładą.
- Sick Kid – chłopiec narażony na czynniki biologiczne. Anthony musi wziąć go do lekarza, ale może to zrobić w późniejszym czasie (wybór zależy od gracza).
- Juan – pracownik stoczni z Meksyku. Cierpi na amnezję i eksterminuje wrogów za pomocą piły łańcuchowej.
- Beverly z Beverly Hills – postać wzorowana na Paris Hilton. Ma obsesje na punkcie mody i swoich paznokci.
- Sierżant – żołnierz. Uwielbia George'a W. Busha i często go cytuje. Ma niekończący się zapas granatów, a jego armia często przegrywa w różnych walkach podczas gry.

## Rozgrywka
Każdy poziom w grze jest oparty na innym kryzysie. Gracz kieruje Anthonym Williamsem, widocznym w perspektywie TPP. Celem zwykle jest zabicie odpowiedniej ilości przeciwników, ewentualnie inna akcja - jak przywracanie zombie do żywych, czy pomoc niewinnym obywatelom. Anthony ma do dyspozycji zróżnicowany arsenał, w tym AK-47, strzelba, miotacz ognia czy żelazny pręt. Bohater w trakcie gry zdobywa czwórkę pomocników, z czego naraz pomaga mu jedna osoba.

## Odbiór gry
Gra zebrała głównie negatywne recenzje, sam twórca stwierdził, że była to "dobra idea, która została słabo zrealizowana".